# Gunung Jamur Puncak
Gunung Jamur Puncak är ett berg i Indonesien.   Det ligger i provinsen Aceh, i den västra delen av landet, 1 500 km nordväst om huvudstaden Jakarta. Toppen på Gunung Jamur Puncak är 1 096 meter över havet, eller 265 meter över den omgivande terrängen. Bredden vid basen är 3,9 km.
Terrängen runt Gunung Jamur Puncak är kuperad åt sydväst, men åt nordost är den bergig. Runt Gunung Jamur Puncak är det glesbefolkat, med 14 invånare per kvadratkilometer. I omgivningarna runt Gunung Jamur Puncak växer i huvudsak städsegrön lövskog.